# Лісабонський землетрус (1531)
Землетрус в Лісабоні 1531 року стався в Португальському королівстві вранці 26 січня між 4-ю та 5-ю годинами. Землетрус та наступне цунамі призвели до смерті приблизно 30 000 осіб. Незважаючи на свою тяжкість, катастрофа була майже забута до розкриття архівних записів на початку XX століття.

## Подія
Вважається, що епіцентр землетрусу — сейсмічна зона Тежу, а йому передували форшоки 2 січня та 7 січня. Пошкодження міста було серйозним: приблизно третина споруд була зруйнована.
Сучасні звіти розповідають про повені поблизу річки Тежу, викинуті кораблі на скелі — «ці спостереження узгоджуються зі значною зміною морського дна через тектонічні зсуви або скиди».

## Наслідки
Землетрус супроводжувався кількома сильними афтершоками, тому страх перед можливим повторенням трагедії був сильним. Масова істерія, що супроводжувалась усілякими релігійними демонстраціями (пожертви, паломництва, проповіді тощо) прокотилась усім Королівством. Події після землетрусу порівнюють із подіями після землетрусу 1755 року: король прихистив людей, які лишились без даху над головою в наметах, у Палмелі.
За підтримки монахів Сантарена Лісабоном ширились чутки, що катастрофа — це Гнів Божий (лат., Ira Dei) і що в цьому винна єврейська громада. Поет і драматург Жіл Вісенте, який був у місті під час землетрусу, особисто повідомив про ситуацію, лаючи монахів за залякування, у різкому тоні написаному листі до короля Жуана III і, можливо, запобігши розправі над євреями та новими християнами.

## Повторне відкриття
Землетрус 1531 року, поряд із землетрусом 1321 року, був забутий до початку XX століття. У 1909 році Португальська газета повідомила про виявлення непідписаного рукопису свідчень очевидців катастрофи. У 1919 р. у лісабонській книгарні було знайдено чотиристорінковий лист, адресований маркізу Таріфа, який описував землетрус.